# 칠포해수욕장
칠포 해수욕장(七浦海水浴場)은 경상북도 포항시 북구 흥해읍 칠포리에 위치한 백사장의 너비 4km, 길이 200~300m에 달하는 해수욕장이다. 시설 관리자는 포항시장, 포항북구청장이다.

## 참고 자료
- 칠포해수욕장 - 기상청 일기예보